# De Graflegging (Caravaggio)
De Graflegging, ook De graflegging van Christus en Pala d'altare: Deposizione dalla Croce, is een olieverfschilderij van de Italiaanse kunstschilder Caravaggio. Het schilderij is aan het begin van de 17e eeuw geschilderd als altaarstuk voor de familiekapel Santa Maria in Vallicella van Girolamo Vittrice. Tijdgenoten van Caravaggio beschouwden het volgens de kunstenaarsbiograaf en Romeinse schilder Giovanni Baglione (1566-1643) als zijn beste werk. Heden is het kunstwerk in het bezit van het Vaticaanse Pinacotheek en hangt in de Santa Maria in Vallicella een kopie.
Het schilderij is in barokstijl geschilderd en vertelt het Bijbelverhaal over de graflegging van Christus, nadat hij aan het kruis gestorven was. In het werk is duidelijk gebruik gemaakt van clair-obscur, typisch voor de barokperiode.

## Beschrijving
Voor de compositie van dit schilderij liet Caravaggio zich leiden door het Evangelie volgens Johannes (19:38–42), dat beweert dat het lichaam van Jezus (voorgrond) door zowel Nikodemus (de oude man rechts in rode mantel met baard, die Jezus bij de benen draagt) als door Jozef van Arimathea (de jonge man links met blauw-rode kleding zonder baard, die Jezus bij de rug draagt) werd gebalsemd, in linnen doeken gewikkeld en in een graftombe gelegd die het dichtst in de buurt was.
In de achtergrond zijn drie vrouwen te zien die weliswaar door Johannes niet expliciet genoemd worden als aanwezigen bij de graflegging (in tegenstelling tot de synoptische evangeliën, die echter andere namen noemen), maar wel vlak bij Jezus aan het kruis zouden hebben gestaan toen hij stierf (Johannes 19:25). Maria de moeder van Jezus is links afgebeeld als oude non met haar armen gespreid bij wijze van zegening en aanvaarding van wat er is gebeurd. In het midden staat Maria Magdalena met gebogen hoofd te huilen, terwijl ze haar tranen droogt met een witte zakdoek. Maria de vrouw van Klopas (en de zus van Jezus' moeder Maria) staat rechts achteraan met haar armen ten hemel geheven.

## Afkomst
In 1797 werd het ten gevolge van het Verdrag van Tolentino overgebracht naar Parijs; in 1816 keerde het terug naar Rome.

## Eerste tentoonstelling Nederland
In 2018 werd het schilderij voor het eerst in Nederland tentoongesteld. Het Centraal Museum in Utrecht organiseerde toen van 16 december 2018 tot en met 24 maart 2019 de tentoonstelling Utrecht, Caravaggio en Europa. Een van de topstukken was De graflegging (tot en met 14 januari 2019).
De zieke Bacchus (ca. 1594) · Jongen met een fruitmand (ca. 1593-95) · Een jongen gebeten door een hagedis (1595-96) · Medusa Murtola (ca. 1595) · Bacchus (ca. 1596) · Medusa (ca. 1597) · Judith onthoofdt Holofernes (1598-99) · Narcissus (1598-99) · De roeping van Matteüs (1599-1600) · Het martelaarschap van Matteüs (1600) · Avondmaal in Emmaüs (versie in Londen) (1601-02) · Amor vincit omnia (1601-02) · Johannes de Doper (versie in de Capitolijnse Musea) (1602) · Matteüs en de engel (1602) · De gevangenneming van Christus (ca. 1602) · De Graflegging (ca. 1603–1604) · Rozenkransmadonna (ca. 1604–1605) · Madonna di Loreto (1604-06) · Madonna van de palfreniers (1605-06) · De heilige Hiëronymus (1605-06) · Avondmaal in Emmaüs (versie in Milaan) (1606) · Zeven werken van barmhartigheid (1607) · De onthoofding van Johannes de Doper (1608) · De begrafenis van de heilige Lucia (1608) · De aankondiging (1608-1610) · Geboorte van Christus met de heiligen Laurentius en Franciscus van Assisi (1609) · Aanbidding der herders (1609) · David met het hoofd van Goliath (versie in Rome) (1609-10)